# ریخته‌گری رزین
ریخته‌گری رزین یکی از روش‌های ریخته‌گری پلاستیک است که در آن قالب با مذاب رزین ترکیبی پُر و سپس سرد و سخت خواهد شد. این روش معمولاً برای تولید تعداد پایین قطعات مانند تولید نمونه‌های صنعتی استفاده می‌شود. همچنین این روش در دندان‌پزشکی نیز کاربرد دارد. این روش توسط افراد علاقه‌مند غیرحرفه‌ای با سرمایهٔ کم قابل انجام است. همچنین می‌توان برای ساخت اسباب‌بازی‌ها، مدل‌ها یا اَشکال تزیینی از این روش بهره برد. همچنین یکی از کاربردهای مهم این روش تولید جواهرآلات در تعداد پایین است.
رزین ترکیبی در این فرایندها نقش مونومر را ایفا می‌کند؛ به این صورت که پلاستیک را به پلیمر‌های ترموست تبدیل می‌کند. در حین انجام فرایند، رزین ترکیبیِ مذاب تبدیل به پلیمر می‌شود؛ در نتیجه، مذاب سخت می‌شود و به جامد تبدیل می‌گردد.
رزین‌های تک مونومر می‌توانند در فرایندهایی استفاده شوند که به تولید هوموپلیمرها (پلیمرهایی که فقط شامل یک نوع پلیمرند) بینجامد. در این کاربرد، عامل پخت با رزینی که شامل مادهٔ از بین رونده به نام "کاتالیزور " ترکیب می‌شود که باعث تولید رادیکال‌های آزاد می‌شود. این رادیکال‌های آزاد عامل شروع واکنش‌های زنجیره‌ای پلیمری شدن هستند. همچنین ریخته‌گری رزین می‌تواند به وسیلهٔ رزین به همراه یک مذاب "سخت کننده" با مقدار تقریباً برابر انجام شود. این فرایند برای تولید پلیمرهای دوتایی استفاده می‌شود. پلیمرهای دوتایی شامل دو نهاد شیمیایی متفاوت درمولکول پلیمر است که به صورت متناوب تکرار می‌شوند.

## فرایند
به‌طور معمول، رزین ترموست با عامل پخت (کاتالیزور پلیمری) در دمای اتاق و فشار معمولی ترکیب می‌شود و باعث ایجاد پلیمر می‌گردد. به این رزین‌ها اصطلاحاً رزین ترکیبی گفته می‌شود که شامل: رزین پلی استر، رزین پلی اورتان، رزین اپوکسی، رزین پلی استر غیر اشباع، رزین آکریلیک و رزین سیلیکون می‌باشد.
ویسکوزیتهٔ رزین اپوکسی پایین‌تر از رزین پلی اورتان است. رزین پلی استر نیز هنگام پخت انقباض قابل توجهی پیدا می‌کند. رزین اکریلیک در اصل بخش متیل متاکریلات رزین ترکیبی را تشکیل می‌دهد و برای تولید شیشه‌های آکریلیک (که به آن‌ها پلکسی گلس نیز گفته می‌شود) استفاده می‌شود. شیشه‌های آکریلیک در اصل شیشه نیستند بلکه یک پلیمر پلاستیکی شفاف و بسیار سخت هستند و برای تعبیه کردن در اجسام و نشان دادن اشیا متفاوت قابل استفاده هستند. استایرن یک مونومر است که در دمای اتاق شبه مایع یا خمیزی شکل است که پلیمری شده و مانند شیشه می‌شود که به آن پلاستیک پلی استایرن گویند. باید توجه داشت که این فرایند پلیمری شده در حضور کاتالیزور مناسب انجام می‌شود.
فرایند ریخته‌گری رزین به قالب‌های خاصی نیاز دارد. معمولاً برای این کار از قالب‌های انعطاف‌پذیر استفاده می‌شود. قالب‌های انعطاف‌پذیر ازلاستیک‌های سیلیکونی ولکانیزه یا سایر مواد با قیمت کم ساخته می‌شوند؛ ولی باید توجه داشت که این قالب‌ها برای تعداد کم قطعهٔ ریخته‌گری مورد استفاده قرار می‌گیرد.
ساده‌ترین روش ریخته‌گری، ریخته‌گری با استفاده از نیروی جاذبهٔ زمین است به این صورت که رزین داخل قالب ریخته می‌شود و توسط جاذبه به تمام نقاط قالب نفوذ می‌کند. یکی از مشکلات ریخته‌گری تولید حباب‌های هوا هنگام ترکیب شدن دو رزین متفاوت است. برای رفع این مشکل می‌توان از اتاق خلأ بهره برد. روش دیگر استفاده از اتاق فشار است که سایز حباب‌های هوا را کاهش می‌دهد تا حدی که این حباب‌ها قابل دیدن نباشند. نیروی گریز از مرکز نیز باعث می‌شود تا مذاب رزین به تمام نقاط قالب نفوذ پیدا کند. همچنین برای از بین بردن حباب‌های هوا می‌توان قالب هارا با ارتعاش درآورد تا حباب‌ها از بین روند.
این روش در مراحل متفاوت به نیروی انسانی نیز نیاز دارد که هزینهٔ محصول مقداری بالا می‌رود اما در مقایسه با فرایند تزریق پلاستیک هزینهٔ محصول به‌طور قابل توجهی پایین‌تر است. اما فرایند تزریق پلاستیک برای ریخته‌گری تعداد بالای محصول مورد استفاده قرار می‌گیرد در حالی که فرایند ریخته‌گری رزین اینگونه نیست.

## مدل‌ها و نمونه‌ها

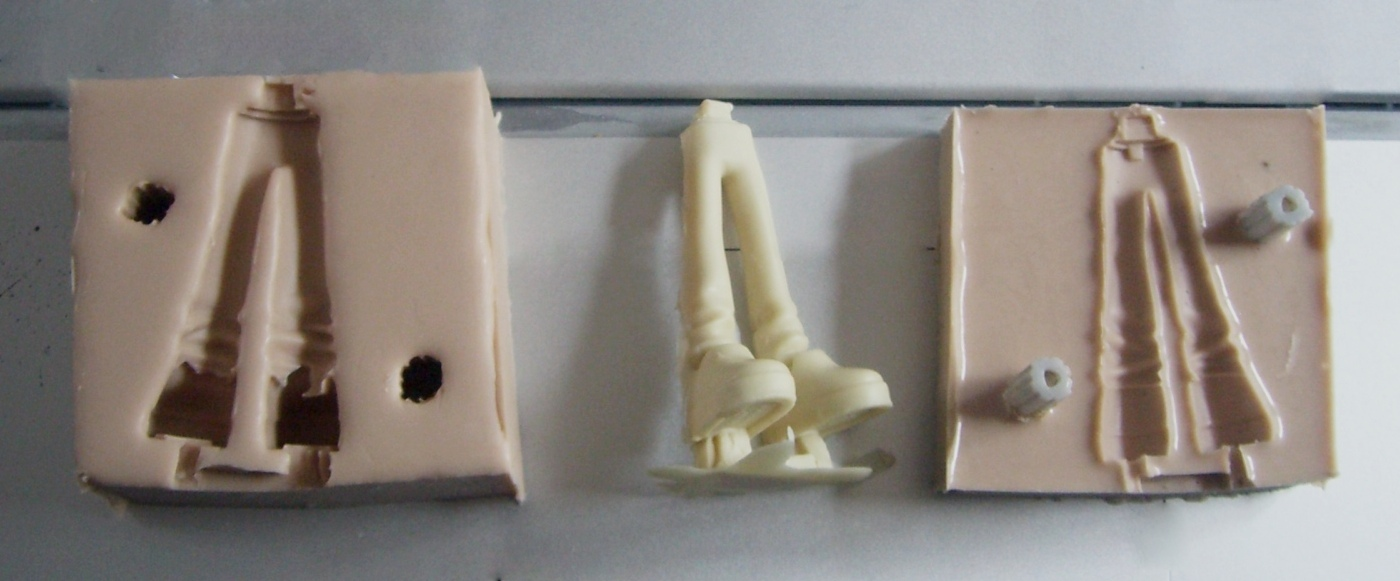
نمونه ای از قالب ها و قطعه های سیلیکونی

ریخته‌گری رزین برای تولید اسباب بازی‌های کلکسیونی یا سفارشی مورد استفاده قرار می‌گیرد. از محصولاتی که تولید می‌شودمی توان به ماکت‌ها اشاره کرد. همچنین بخش یا کلیت اسباب بازی‌هایی چون قطار، هواپیما یا کشتی با این روش ساخته می‌شوند. این محصولات عموماً در تعداد پایین تولید می‌شوند (از ده تا چند صد نسخه) در حالی که در روش تزریق پلاستیک هزاران نسخه تولید می‌شود. ریخته‌گری رزین کار فشرده تر و شدید تری نسبت به تزریق پلاستیک می‌طلبد و قالب‌های نرمی که برای این کار استفاده می‌شوند با هر بار ریخته‌گری دچار فرسایش می‌شوند. هزینهٔ سرمایه‌گذاری اولیهٔ ریخته‌گری رزین پایین است و این بدان معناست که هر کدام از افراد علاقه‌مند می‌توانند برای استفادهٔ خودشان این فرایند را راه‌اندازی کنند و به کسب و کار بپردازند.
می‌توان فرایند تولید اسباب بازی یا سایر قطعات پلیمری را به صورت زیر خلاصه کرد. فرایند با مجسمه‌سازی سنتی آغاز می‌شود به این معنا که از طرح مورد نظر یک مجسمهٔ رسی (ماسه‌ای) ساخته می‌شود. سپس این مجسمه به بخش‌های مختلفی تقسیم‌بندی می‌شود. سپس از هر بخش قالبی انعطاف‌پذیر ساخته می‌شود. این قالب از جنس لاستیک سیلیکونی ولکانیزه می‌باشد. پس از ساخته شدن قالب، رزین ترکیبی مانند پلی اورتان یا اپوکسی با عامل پخت مخلوط شده و در هر قالب ریخته می‌شوند. اختلاط دو مذاب مختلف واکنشی گرماده است که که باعث آزادسازی گرما شده و پس از دقایقی باعث سخت شدن و تولید نسخه‌ای به شکل اصلی مادهٔ مورد نظر می‌شود. قالب‌ها معمولاً دو قسمتی هستند و دارای سطحی هستند که با مواد خارجی پیوند و واکنش ایجاد نمی‌کند.
رزین سخت شده از قالب انعطاف‌پذیر خارج شده و عملیات خنک کاری روی آن انجام می‌شود.
با توجه به طبیعت خشن بسیاری از موادی که در ریخته‌گری استفاده می‌شوند و همچنین کار در دماهای بالا، قالب به تدریج جزییات کوچک خود را از دست می‌دهد. معمولاً هر قالب بین ۲۵ تا ۱۰۰ عملیات قابل استفاده می‌باشد که این تعداد به اندازهٔ قطعه و شدت گرمای آزاد شده در فرایند بستگی دارد.
هر محصول پس از تولید تحت عملیات‌های خاصی چون ساب پاشی قرار می‌گیرد تا قطعات اضافی و ناخواسته‌ای که در حین فرایند تولید شده از بین رود و سطح صاف و دقیقی بدست آید. همچنین برخی از محصولات مونتاژ شده و رنگ می‌شوند.
یکی دیگر از نمونه‌های استفاده از رزین، استفاده آن در پزشکی و پژوهش است. به این صورت که مثلا حشرات را با رزین به عنوان نمونه‌هایی برای آموزش می‌توان استفاده کرد.